# Bitwa pod Raszynem (obraz Juliusza Kossaka)
Bitwa pod Raszynem – powstały w 1884 obraz autorstwa polskiego malarza Juliusza Kossaka.
Artysta przedstawił scenę batalistyczną osadzoną w realiach Bitwy pod Raszynem w 1809. Batalia ta stała się tematem innych obrazów polskich mistrzów: Januarego Suchodolskiego, Aleksandra Orłowskiego oraz syna malarza Wojciecha Kossaka.
Obraz znajduje się w zbiorach Muzeum Narodowego w Warszawie.